# Colomán de Hungría
Colomán (en latín, Colomanus o Colombanus; en húngaro, Kálmán; en croata, Koloman; c. 1070-3 de febrero de 1116), llamado «el Instruido» o «el Bibliófilo» (en húngaro, Könyves Kálmán; en eslovaco, Koloman Učený), fue rey de Hungría desde 1095 y Croacia a partir de 1097 hasta su muerte. Debido a que él y su hermano Álmos eran menores de edad cuando falleció su padre el rey Geza I de Hungría, su tío Ladislao ascendió al trono en 1077. Ladislao I preparó a Colomán —«medio ciego y jorobado», según las crónicas medievales— para una vida eclesiástica y, por tal motivo, a principios de 1090 fue nombrado obispo de Eger o Várad (Oradea, Rumania). En la primavera de 1095, su moribundo tío prefirió a Álmos en el nombramiento del heredero al trono. Colomán huyó de Hungría y regresó después del 19 de julio de ese año, cuando su tío ya había muerto. Fue coronado a principios de 1096, aunque se desconocen las circunstancias del ascenso al trono. A su hermano le concedió el llamado ducatus, un territorio que abarcaba aproximadamente un tercio del Reino de Hungría.
En el año de la coronación, al menos cinco grandes grupos de cruzados atravesaron el reino en su camino a Tierra Santa. Colomán aniquiló a las bandas que entraban a Hungría sin autorización o saqueaban el campo, aunque el principal ejército cruzado atravesó el reino sin incidentes. Invadió Croacia en 1097 y derrotó al último rey nativo, Petar Svačić. Por consiguiente, fue coronado rey de Croacia en 1102. De acuerdo con los pacta conventa del siglo XIV —cuya autenticidad no es universalmente aceptada por los eruditos—, fue coronado después de ratificar un tratado con los líderes de la nobleza croata. Durante los siguientes siglos, los monarcas húngaros fueron también soberanos de Croacia.
A lo largo de su vida tuvo que enfrentar las conspiraciones de su hermano Álmos, quien lideró revueltas para derrocarlo en al menos cinco ocasiones. En represalia, invadió el ducatus en 1107 o 1108 y, en 1114, su hermano y su sobrino Bela fueron cegados. Las crónicas húngaras compiladas en los reinados de monarcas descendientes de su mutilado hermano y sobrino presentan a Colomán como un rey sanguinario y funesto. Por otra parte, es retratado como «el más versado en la ciencia de las letras entre los reyes de su época» por el cronista contemporáneo «Galo Anónimo». Sus decretos que regían muchos aspectos de la sociedad, como los impuestos, el comercio y las relaciones entre sus súbditos cristianos y de otras religiones, permanecieron intactos durante más de un siglo. Fue el primer rey húngaro en renunciar al nombramiento de prelados católicos en sus dominios.

## Primeros años

El Reino de Hungría en los años 1090.

Nacido alrededor del año 1070, fue el mayor de los dos hijos de Geza que sobrevivieron a la niñez. Su padre fue coronado rey a principios de 1075. La segunda esposa bizantina de su padre —cuyo nombre de pila se desconoce— abandonó Hungría después de la muerte de su marido, lo que sugiere que no era la madre biológica. En consecuencia, la madre de Colomán y Álmos pudo haber sido la primera esposa de Geza, Sofía, de origen desconocido. Según los historiadores Gyula Kristó y Márta Font, los hermanos nacieron hacia 1070, porque eran lo suficientemente maduros como para ocupar cargos a principios de los años 1090. Su nombre de pila, poco usado, fue registrado como «Colomanus» o «Colombanus» en documentos medievales escritos en latín. Kristó indicó que este nombre proviene probablemente de Colmano de Stockerau, un misionero irlandés martirizado en Austria a principios del siglo XI. Otra posibilidad es que su nombre tenga un origen túrquico —en esos idiomas la palabra significa «descanso»—, ya que su hermano llevaba de hecho un nombre de esos pueblos.
El 25 de abril de 1077, Geza I falleció y su hermano Ladislao le sucedió en el trono, debido a que sus sobrinos eran menores de edad al momento del fallecimiento del rey. El nuevo monarca decidió que el príncipe debía ser preparado para un puesto en la Iglesia católica. Esta resolución era inusual, ya que Colomán era mayor que Álmos y los hermanos mayores rara vez eran ordenados sacerdotes. La Crónica iluminada (Chronicon Pictum) del siglo XIV afirma era «de estatura baja, pero astuto y rápido de aprehensión, [...] velludo e hirsuto, medio ciego y jorobado y caminaba con cojera y balbuceaba al hablar». Si la crónica conserva una descripción fidedigna de su apariencia, la supuesta deformidad física pudo haber influido en la decisión de su tío. Sin embargo, los eruditos modernos tienden a refutar este punto de vista e indican que la crónica se completó en los reinados de monarcas descendientes de Álmos.
En los preparativos para su vida en el clero, Colomán aprendió a leer y escribir y adquirió un buen conocimiento del latín. En una carta de 1096, el papa Urbano II elogió su dominio del derecho canónico. Según Kristó, al terminar sus estudios fue ordenado sacerdote y, a principios de 1090, fue nombrado obispo. Las crónicas húngaras completadas en los siglos XIV y XV dicen que fue investido obispo de Eger o Várad. Por ejemplo, la Crónica iluminada afirma que era «obispo de Warad [Várad]» y Ladislao I quiso designarlo «obispo de Agria [Eger]».
Según la Crónica iluminada, los hermanos acompañaron a su tío en una campaña militar contra Bohemia a principios de 1095. Antes de llegar a la frontera del reino, Ladislao I «cayó gravemente enfermo» y decidió nombrar heredero a Álmos. En lugar de obedecer la resolución de su tío, Colomán huyó a Polonia y regresó a Hungría en torno al 29 de julio de 1095, cuando el rey ya había muerto. Las circunstancias exactas de su ascenso al trono son inciertas: la Crónica iluminada afirma que Ladislao I le había invitado a volver al reino y que Álmos, «sencillo de corazón como era, honró a su hermano, Colomán, y le cedió la corona del reino», lo que sugiere que la sucesión fue incruenta. Por otra parte, fue coronado rey a principios de 1096; esta demora sugiere que los hermanos se habían disputado el trono antes de llegar a un acuerdo. También es posible, como propuso Font, que la coronación tuviera lugar después de que el papa Urbano II le liberara de sus votos clericales.

## Reinado

### Llegada de los cruzados (1095-1096)

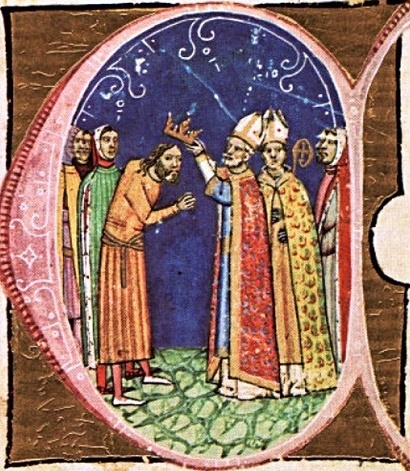
Coronación de Colomán, representado como un jorobado de acuerdo con la tradición conservada en las crónicas medievales tardías. Miniatura de la Crónica iluminada.

Colomán fue coronado en Székesfehérvár por Serafín, arzobispo de Esztergom. Según la Crónica iluminada, inmediatamente el nuevo monarca «concedió el ducatus con plenos derechos» a su hermano. El informe indica que Álmos llegó a un acuerdo con su hermano en el que lo reconocía como rey a cambio del ducatus, que en esa época era un conjunto de territorios que comprendían el tercio del reino (tercia pars regni), que en el pasado habían gobernado su padre y su abuelo Bela I.
Poco después de su coronación, tuvo que enfrentarse a problemas que los ejércitos de la primera cruzada causaron al atravesar el reino. Durante décadas, Hungría abasteció con alimentos a un número significativo de peregrinos de Europa Occidental durante su viaje a Tierra Santa, pero el movimiento de decenas de miles de cruzados puso en peligro la subsistencia de los nativos. El primer grupo de cruzados, conducido por Walter Sans Avoir, llegó a la frontera a principios de mayo de 1096. Colomán los recibió de manera amistosa y les permitió la entrada en el reino. También les autorizó la compra de alimentos en los mercados, aunque la cosecha todavía no había comenzado. Los cruzados avanzaron por Hungría sin mayores conflictos. El único incidente ocurrió cerca de la frontera húngara-bizantina, en Zimony (Zemun, Serbia), donde «ciertos húngaros con malas intenciones» atacaron a dieciséis cruzados que habían intentado adquirir armas cerca de la ciudad y les quitaron la ropa, la armadura y el dinero.
Las siguientes tropas, encabezadas por Pedro «el Ermitaño», llegaron a finales de mayo o principios de junio. Colomán les franqueó el paso solo después de que el religioso prometiera que impediría el saqueo de la campiña. Según los escritos de Guibert de Nogent, Pedro no pudo cumplir su promesa: los cruzados «quemaron los graneros públicos, [...] violaron a las vírgenes, deshonraron muchos matrimonios al llevarse a muchas mujeres», aunque «los húngaros, de cristianos a cristianos, generosamente [les] ofrecieron todo a la venta». El religioso aseguró que tanto él como sus compañeros pasaron por el reino sin incidentes hasta llegar a Zimony, donde se enteraron de la historia de los dieciséis cruzados que habían sido asaltados por húngaros. Los cruzados asediaron y tomaron la ciudad, donde masacraron «[a] cuatro mil húngaros», según el cálculo del contemporáneo Alberto de Aquisgrán. Solo se retiraron cuando las tropas del rey se aproximaron al lugar.
Un tercer grupo de cruzados llegó a Nyitra (Nitra, Eslovaquia) y comenzó a saquear la región, pero fueron ahuyentados por los habitantes de la zona. Un cuarto ejército llegó a Moson a mediados de junio. El rey no les permitió salir de la región, ya que probablemente se enteró del comportamiento problemático durante su viaje o se había dado cuenta de que su paso a través de Hungría podría poner en peligro la estabilidad de la economía local. Para conseguir comida y vino, los cruzados hicieron frecuentes incursiones de asalto a los asentamientos cercanos. Colomán decidió atacarlos, pero los comandantes del ejército le convencieron de persuadir a los cruzados a entregar sus armas y dinero, prometiéndoles que les suministrarían alimento durante su viaje. Después de que los cruzados fueran desarmados, las tropas reales los agredieron y masacraron cerca de Pannonhalma a principios de julio.

[A los cruzados] se les concedió una licencia para comprar y vender los suministros necesarios y se proclamó la paz en ambos bandos según las instrucciones de Colomán, para que no surgiera una disputa en un ejército tan grande. Pero cuando se demoraron allí durante algunos días, comenzaron a vagar, y los bávaros y los suabos, una raza valiente, y el resto de los soldados bebieron tontamente demasiado; violaron la paz proclamada, poco a poco robaron vino, cebada y otras cosas que necesitaban a los húngaros. Finalmente se apoderaron de ovejas y ganado en los campos y los mataron; destruyeron a los que les hacían frente y a los que trataban de expulsarlos. Los otros cometieron varios crímenes, de los cuales no podemos informar, como gente estúpida de hábitos groseros, desordenada y salvaje. Porque, como dicen quienes estaban presentes, apuñalaron en sus partes íntimas a un joven húngaro con una estaca en la calle del mercado, a causa de una disputa nimia. [... Colomán] quedó conmocionado por este escándalo[, ...] así que ordenó [...] que se diera señal a toda Hungría para que se aprestara al combate en venganza de este crimen y de las otras afrentas, y [que] ninguno de los peregrinos fuera perdonado porque habían llevado a cabo este vil acto.
Historia del viaje a Jerusalén por Alberto de Aquisgrán. 

Alarmado por estos incidentes, Colomán les denegó la entrada a los cruzados que, a mediados de julio, llegaron al mando del conde Emicho de Flonheim. Desobedeciendo la orden real, se abrieron paso a través de las defensas y sitiaron Moson. Sus catapultas destruyeron las murallas en dos puntos, lo que les permitió asaltar la fortaleza el 15 de agosto. El rey hizo preparativos para huir al Rus de Kiev, ya que temía que los cruzados ocuparan el reino. No obstante, sin motivo aparente, estalló el pánico entre los atacantes y esto permitió a la guarnición magiar salir del fuerte y derrotarlos. Los estudiosos modernos concuerdan en que los rumores sobre la llegada repentina del ejército real ahuyentó a los cruzados de la fortaleza. Según Alberto de Aquisgrán, los cristianos coetáneos pensaron que la derrota de Emicho era un castigo que Dios infligió a los peregrinos que habían exterminado a muchos judíos «por codicia de su dinero más que por justicia divina».

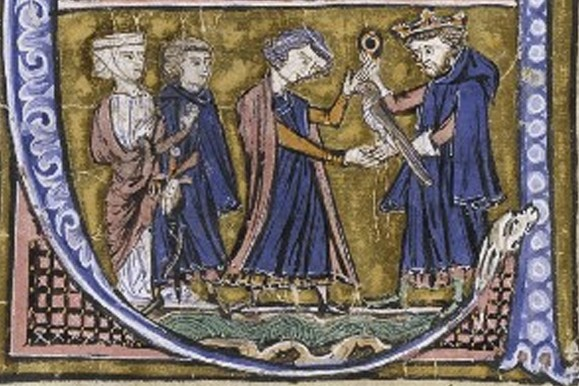
Colomán se reúne con Godofredo de Bouillón (miniatura del).

En septiembre de 1096, llegó a las fronteras de Hungría el primer ejército cruzado organizado por la Santa Sede, dirigido por Godofredo de Bouillón, duque de la Baja Lorena, quien envió a un caballero, ya conocido por el rey, a negociar el paso de los cruzados. Ocho días después, Colomán aceptó reunirse con Godofredo en Sopron y les permitió marchar a través de su reino, pero dispuso que el hermano menor del duque,Balduino, y su familia quedasen como rehenes. Los cruzados pasaron pacíficamente por la ribera derecha del Danubio; Colomán y su ejército los siguieron a lo largo de la orilla izquierda. Solo liberó a los rehenes después de que toda la hueste de Godofredo cruzara el río Sava, que marcaba la frontera meridional del reino. La marcha sin incidentes del principal ejército cruzado a través de Hungría le dio al rey buena reputación en el continente.
El cronista contemporáneo Cosmas de Praga escribió que «algunos de los judíos» a los que habían perseguido los cruzados en Bohemia llegaron a Hungría y «secretamente se llevaron consigo sus riquezas». Aunque Cosmas no específica su número, László Mezey y otros historiadores indican que se trataba de «una gran muchedumbre» de judíos. El rey emitió una serie de decretos y estatutos particulares, los Capitula de Iudeis, que regularon la situación de los judíos en Hungría. Por ejemplo, les prohibió tener esclavos cristianos y residir «fuera de las sedes episcopales». La historiadora Nora Berend argumentó que «la defensa de la pureza de los cristianos mediante interdicciones de mezclarse con judíos desempeñó un papel mucho menor» en la legislación de Colomán que el que tuvo en el derecho canónico del final del siglo XII. Aunque, por un lado, no se trató de convertir a los judíos, se emitieron decretos dirigidos a la cristianización de los súbditos musulmanes, como aquel en el que ordenaba que un musulmán que «tiene un invitado o alguien convidado a cenar, tanto él como sus compañeros de mesa comerán solo carne de cerdo», de tal manera que los musulmanes no pudiesen observar sus leyes dietéticas.

### Expansión, conflictos internos y legislación (1096-1105)
Luego de las victorias de Colomán sobre los cruzados, Enrique IV, a quien Ladislao I había apoyado en su disputa con el papa Urbano II en sus últimos años, escribió una carta al duque Álmos. El emperador teutón declaró que el rey húngaro había descuidado los intereses imperiales «por sus propias necesidades» y solicitó al duque que interviniera en su nombre. Sin embargo, Colomán —un exobispo— ya había abandonado la política exterior de su predecesor y había dado su respaldo al romano pontífice. El historiador Gyula Kristó indicó que la estrecha relación de Álmos con el emperador teutón también pudo haber influido en la decisión del rey húngaro de apoyar al papa frente al emperador. En 1097, Colomán se casó con Felicia, hija de Roger I de Sicilia, aliado de la Santa Sede. Su tía Constanza contrajo matrimonio con el hijo mayor de Enrique IV, Conrado II, después de conligarse con el papa contra el emperador teutón.
Colomán invadió Croacia en 1097; aunque Ladislao I ya había ocupado la mayor parte de ese reino, Petar Svačić —último rey nativo de Croacia— resistió a los húngaros en las montañas Kapela y murió luchando contra el ejército húngaro en la batalla de la montaña Gvozd. Las tropas húngaras llegaron al mar Adriático y ocuparon Alba Marítima (Biograd na Moru), un importante bastión portuario. Amenazados por el avance del ejército húngaro, los ciudadanos de las ciudades de Tragurio (Trogir) y Spalato (Split) juraron fidelidad al dogo de Venecia, Vitale Michiel, quien había acudido en barco a Dalmacia. Como Colomán carecía de flota, envió mensajeros con una carta al dogo para «acabar con los malentendidos anteriores, sobre lo que es debido a cada uno de nosotros por derecho de nuestros predecesores». El acuerdo, la llamada Conventio Amicitiae de 1098, determinó las esferas de interés de cada bando y asignó las regiones costeras croatas a Hungría, y adjudicó Dalmacia a la República de Venecia.

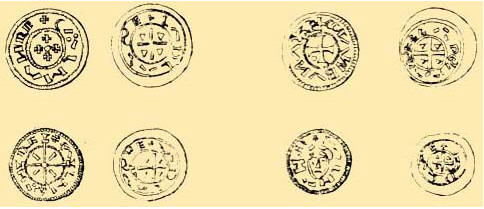
Denarios acuñados durante el reinado de Colomán.

Aprovechando su ausencia, Álmos comenzó a conspirar contra el monarca y reunió a sus tropas. Colomán volvió de Croacia y dirigió su ejército hacia el ducatus de su hermano en 1098. Los dos ejércitos se encontraron en Tiszavárkony, con el río Tisza separándolos; sin embargo, los comandantes de las dos huestes comenzaron a negociar y decidieron no luchar entre sí, lo que obligó a los hermanos a acordar la paz.

[Colomán] y su ejército marcharon a [Tiszavárkony] contra [Álmos], y [este último] se acercó a [dicha localidad] desde la dirección opuesta, y entre ellos estaba el río [Tisza]. Pero los leales húngaros trataron de lograr una tregua para que ellos pudieran hablar entre sí y dijeron: «¿Por qué luchamos? Si nos derrotan en la batalla, moriremos, y si escapan, huirán. En tiempos pasados nuestros padres combatieron unos contra otros y hermanos contra hermanos, y murieron, y no vemos motivo alguno para contender. Que los dos combatan si la lucha les agrada, y cualquiera que gane tomémoslo como señor». Después de tomar esta decisión, los notables se separaron. Cuando Grak le comunicó [a Colomán] su decisión e Ilia informó [a Álmos], mantuvieron la paz, aunque no fue por voluntad propia.
Crónica iluminada. 

En 1099, el gran príncipe Sviatopolk II de Kiev envió a Hungría a su hijo Yaroslav, esposo de una de las sobrinas del rey húngaro, en busca de ayuda contra los príncipes de las regiones más occidentales de Rusia. Yaroslav convenció a Colomán de intervenir en el conflicto, quien dirigió personalmente sus ejércitos a través de los Cárpatos y sitió Peremyshl, la sede de uno de los príncipes rebeldes, Volodar Rostislávich. David Igorevich —aliado de Volodar— persuadió a los cumanos de atacar a los húngaros; en la batalla subsiguiente, el ejército húngaro fue derrotado. La Crónica iluminada dice que «[r]aramente los húngaros sufrieron [una] matanza tal como en esta batalla»; por su parte, la Crónica primaria de los rusos indica que muchos húngaros «se ahogaron, algunos en el Viagro y otros en el San» después de la batalla. Incluso el rey hubo de escapar del campo de batalla atravesando el valle del San. Poco después de su regreso del Rus de Kiev, Colomán se apresuró hacia la frontera bohemia para socorrer a los duques de Moravia, Svatopluk y Otón, ante los ataques a los que los sometía Bretislav II de Bohemia. Tuvo una reunión con el duque de Bohemia en el río fronterizo Olšava, «en el campo de Lučsko», donde los dos «renovaron sus antiguos lazos de amistad y paz y los confirmaron con juramentos», según Cosmas de Praga.
Colomán decidió revisar los decretos de sus predecesores a partir de 1100. Consideraba como modelo a seguir a Esteban I —primer rey de Hungría y canonizado en 1083—, por lo que «reunió a los magnates del reino y revisó, con el asesoramiento del concilio, el texto de las leyes» de aquel. La asamblea también aprobó decretos que regulaban varios aspectos de la economía y equilibraron la legislación rigurosa de Ladislao I. Uno de los decretos prohibía la persecución de strigae —vampiros o malos espíritus de las pesadillas— porque «no existen»; también condenaba las prácticas de los malefici o «hechiceros» y imponía castigos a sus fechorías. Asimismo se incrementaron los impuestos sobre el comercio, de lo que se deduce que el comercio floreció en el reinado. Sin embargo, la nueva legislación prohibía la exportación de esclavos y caballos húngaros. Las monedas acuñadas durante su reinado eran más pequeñas que las emitidas por su predecesor, con el propósito de evitar el robo de parte del metal mediante el recorte del borde redondeado.

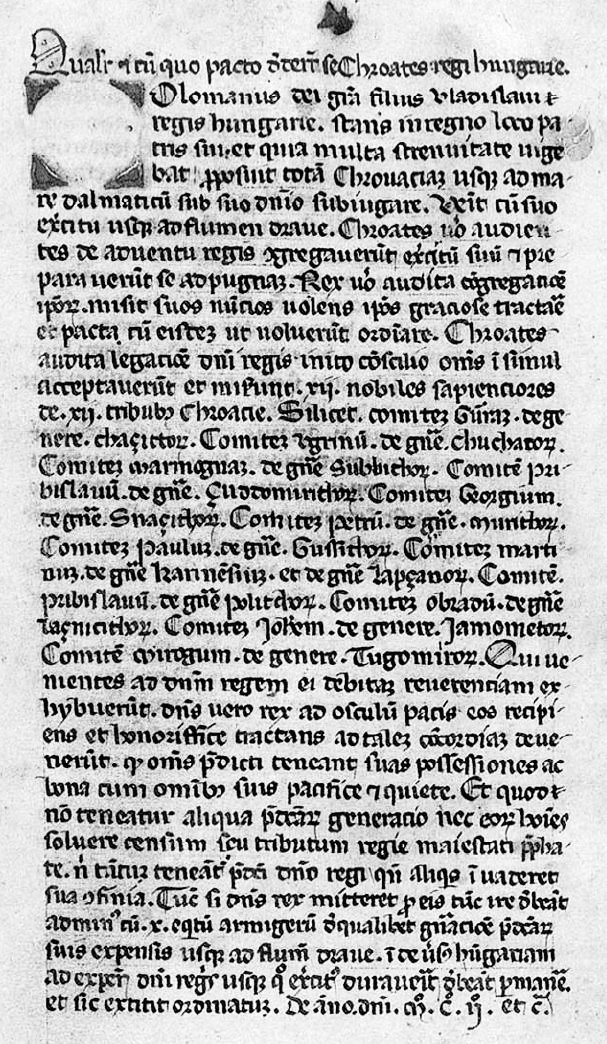
Copia de los pacta conventa.

En 1102, fue coronado rey de Croacia en Alba Marítima. Más adelante, en el siglo XIII, el cronista Tomás el arcediano escribió que la unión de Croacia y Hungría fue consecuencia de la conquista. No obstante, los pacta conventa de finales del siglo XIV señalan que la coronación tuvo lugar después de que el rey húngaro firmara un acuerdo con doce de los principales nobles, porque los croatas se preparaban para defender su reino con las armas. Los académicos siguen discutiendo si este manuscrito es una falsificación o un documento genuino. Según el historiador Pál Engel, incluso si se tratara de una falsificación, su contenido «es concordante con la realidad en más de un aspecto» cuando se refiere al estatus especial de Croacia a lo largo de la Edad Media. Por ejemplo, en caso de una invasión extranjera, los nobles croatas se veían obligados a luchar por su propia cuenta solo hasta el río Drava, considerado frontera entre los territorios croatas y húngaros.

Colomán era un hombre de espíritu guerrero, y resuelto a subyugar a su autoridad toda la tierra hasta el mar Adriático. Llegó con una hueste armada y tomó posesión de la parte restante de Eslavonia, que Ladislao había soslayado.
Historia de los obispos de Salona y Spalato de Tomás el arcediano. 

En 1104 o 1105, en el intento de impedir una alianza entre Colomán y Bohemundo I de Antioquía, el emperador bizantino Alejo I Comneno organizó un matrimonio entre Juan —su hijo y heredero— y Piroska (Irene), prima del rey húngaro. Esta liga con el Imperio bizantino permitió a Colomán invadir Dalmacia en 1105; según la Vida del beato Juan de Tragurio, mandó personalmente a sus tropas en el asedio de Zadar, la más influyente de las ciudades dálmatas. El sitio duró hasta que el obispo Juan de Tragurio negoció un tratado entre el rey húngaro y los ciudadanos, que aceptaron la autoridad del monarca. La ciudad de Spalato también se rindió después de un breve asedio, pero otras dos ciudades dálmatas, Tragurio y Sebenico (Šibenik), capitularon sin resistir. La Vida de san Cristóbal mártir también dice que una flota magiar sometió a las islas del golfo de Carnaro, entre estas Brecia (Brač), Crepsa (Cres), Curicta (Krk) y Arba (Rab). Tomás el archidiácono cuenta que el rey húngaro concedió a cada ciudad dálmata sus propios fueros para asegurar su lealtad. Estas libertades incluían el derecho de los ciudadanos a elegir libremente al obispo de la ciudad y la exención del pago de tributo al monarca. Después de la conquista de Dalmacia, Colomán asumió el título de «rey de Hungría, Croacia y Dalmacia», registrado por primera vez en 1108.

### Asuntos familiares (1105-1113)
En 1105, coronó a su hijo de cuatro años, Esteban, lo que provocó que Álmos se rebelara abiertamente contra él. El duque salió de Hungría y buscó el auxilio del emperador Enrique IV, que en ese momento enfrentaba una rebelión de su propio hijo y no pudo ayudarlo, por lo que regresó en 1106, aunque después huyó a los dominios de su cuñado Boleslao III de Polonia. Con ayuda de los polacos, se apoderó de la fortaleza húngara de Abaújvár. Colomán tuvo una reunión con Boleslao III y ambos monarcas «juraron amistad y hermandad perpetuas», de manera que, privado del apoyo del duque polaco, Álmos se vio obligado a someterse.

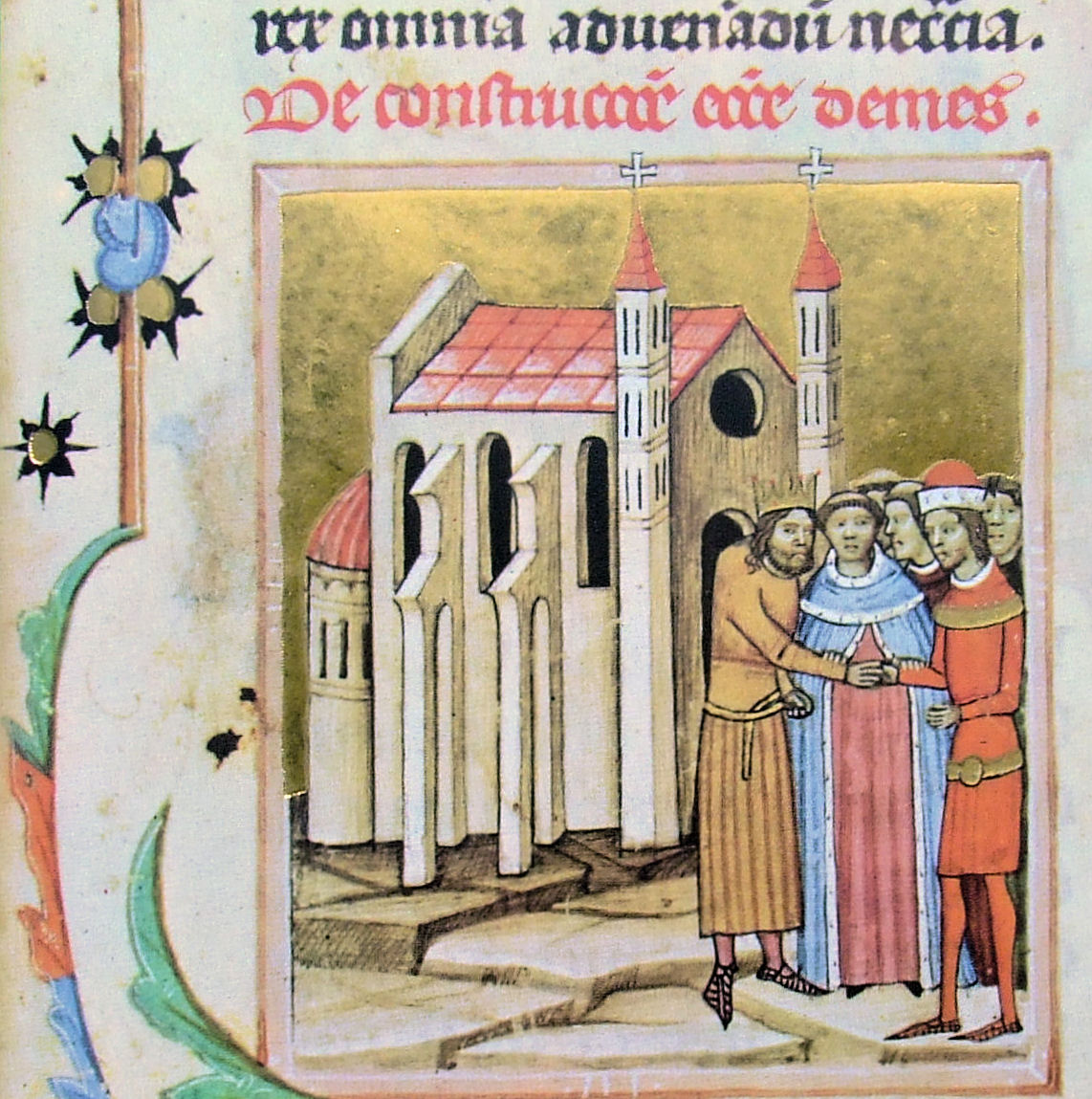
Reconciliación entre Colomán y su hermano Álmos en la consagración del monasterio de Dömös (Crónica iluminada).

Colomán envió representantes al concilio de Guastalla, que había convocado el papa Pascual II. En octubre de 1106, los enviados comunicaron solemnemente al romano pontífice la renuncia del rey húngaro a la prerrogativa de nombrar prelados en sus dominios. Según los historiadores Ferenc Makk y Márta Font, sin esta declaración la Santa Sede no habría reconocido la conquista húngara de Dalmacia. Durante la guerra civil entre Boleslao III y su hermano Zbigniew, Colomán intervino en nombre del primero y le ayudó a vencer al ejército del segundo en Mazovia en 1107. En octubre de ese año, también envió refuerzos a Alejo I Comneno cuando Bohemundo I de Antioquía invadió sus territorios. Después de sufrir una grave derrota, Bohemundo I retiró sus tropas y reconoció la autoridad del emperador bizantino sobre el Principado de Antioquía en el Tratado de Devol en 1108.
En 1107 o 1108 Álmos realizó una peregrinación a Tierra Santa; su hermano aprovechó su ausencia y se apoderó del ducatus. A pesar de que Álmos pudo conservar sus propiedades personales, la anexión del ducatus garantizó la autoridad de su hermano en todo el reino. Tras regresar de Tierra Santa, Álmos construyó un monasterio en Dömös, pero el día de su consagración, en la que su hermano también estaba presente, fue acusado «falsamente», según la Crónica iluminada, de intentar asesinarlo. Colomán ordenó su arresto, pero «los reverendísimos obispos y otros dignatarios bien predispuestos» intervinieron en defensa de Álmos y «así se selló solemnemente mediante juramento la reconciliación» entre los hermanos.
Álmos partió a Passau para reunirse con Enrique V, a quien convenció de invadir Hungría y sitiar Presburgo (Bratislava) en septiembre de 1108. Al mismo tiempo, el duque Svatopluk de Bohemia, que también lo apoyaba, hizo una incursión en las zonas al norte del Danubio. Boleslao III —aliado de Colomán— invadió Bohemia y forzó al duque checo a retirarse. El intento del emperador teutón de tomar Presburgo terminó en fracaso, pero persuadió al rey húngaro de perdonar a su hermano, a quien se le permitió retornar al reino.
En ese mismo año, Colomán visitó Dalmacia y confirmó los privilegios de Spalato, Tragurio y Zadar. Regresó a Zadar hacia 1111 y ratificó las libertades de las ciudades dálmatas. La abadía de Zobor (cerca de Nyitra) recibió dos cartas de concesión del rey húngaro en 1111 y 1113; la primera mencionaba un preboste de Nyitra, pero la segunda hacía referencia al obispo de esa ciudad. De acuerdo con una teoría académica, ambos documentos demuestran que el rey húngaro estableció el obispado en Nyitra entre 1111 y 1113. Los documentos también mencionan un tal «Mercurius» (Merkúr) como princeps Ultrasilvanus, lo que implica que era el primer voivoda de Transilvania, pero es posible que solo haya sido un terrateniente importante en la provincia sin tener cargo oficial específico. En 1112, Colomán hizo una incursión en Austria, probablemente en represalia contra Leopoldo III por su participación en la campaña alemana de 1108 contra Hungría o porque simplemente deseaba tomar botín.
En 1112, Colomán —que había enviudado diez años antes— se casó con Eufemia de Kiev, hija de Vladímir II Monómaco, príncipe de Pereyáslavl. Sin embargo, como relata la Crónica iluminada, en 1113 o 1114 la consorte «fue detenida en el pecado de adulterio», sin especificar con quién. El rey pronto repudió a su esposa y se la devolvió a su padre.

### Últimos años (1113-1116)
En 1113, después de cegar y causarle la muerte a su hermano rebelde, Boleslao III de Polonia «emprendió un viaje de peregrinación a san Gilles y san Esteban el Rey», a saber, la abadía de Somogyvár y el santuario de ese monarca en Székesfehérvár, respectivamente; Colomán recibió cordialmente al duque polaco en Somogyvár. Poco después, entre 1113 y 1115, descubrió que Álmos estaba conspirando nuevamente para apoderarse del trono. Impacientándose, ordenó que su hermano y su sobrino Bela fueran cegados y así asegurar una sucesión pacífica para su propio hijo. En esa ocasión, muchos de los partidarios de su hermano también fueron mutilados. Según una de las dos versiones de estos acontecimientos, registrada en la Crónica iluminada, incluso ordenó que su sobrino fuera castrado, pero el soldado encargado de la tarea rechazó obedecer la orden. La fuente también afirma que el niño se creía había muerto después del cegamiento, pero en realidad estuvo protegido en un monasterio durante más de una década.

[El] rey tomó al duque y a su hijo Bela y los cegó. También dio órdenes de que el bebé Bela fuera castrado. Pero el hombre al que se ordenó cegarlos temía a Dios y la esterilidad de la línea real, y por lo tanto, castró a un perro y llevó sus testículos al rey.
Crónica iluminada. 

La flota veneciana, con el dogo Ordelafo Faliero al frente, invadió Dalmacia en agosto de 1115. Los venecianos ocuparon las islas dálmatas y algunas de las ciudades costeras, pero no pudieron tomar Zadar y Alba Marítima. Por ese entonces, Colomán estaba gravemente enfermo. Los síntomas descritos en la Crónica iluminada  indican una otitis grave que derivó en encefalitis. Poco antes de morir, «ordenó a su hijo y a sus notables que, después de su muerte, tomaran venganza sobre Rusia por el daño que le había hecho» durante su campaña de 1099. Por sugerencia de su consejero, también mantuvo encarcelado a Álmos, quien anteriormente se había refugiado en el monasterio de Dömös.

El rey comenzó a estar gravemente enfermo, y tenía un médico latino, llamado Draco, en quien depositó demasiada confianza. Este médico aplicó una cataplasma a los oídos del rey, que estaba agobiado por dolores de cabeza, y la cataplasma le extrajó por las cavidades de los oídos buena parte del cerebro. Cuando se le retiró la cataplasma porque ya no podía soportarla, se la mostró al conde Othmar. Cuando este la inspeccionó y observó la materia extraída del cerebro, le dijo al rey: «Señor, es necesario prepararse para la extremaunción». Cuando el rey oyó esto, gimió y tuvo miedo.
Crónica iluminada. 

Murió el 3 de febrero de 1116 y le sucedió en el trono su hijo Esteban. Según la Crónica iluminada, «la venganza divina le hizo beber la amargura de la muerte prematura» por su «derramamiento de sangre inocente», al ordenar el castigo de su hermano, su sobrino y sus partidarios. Fue el primer monarca en ser enterrado cerca del santuario de Esteban I, en la catedral de Székesfehérvár.

## Matrimonios y descendientes
La primera esposa de Colomán, Felicia —mencionada incorrectamente como Busilla en la historiografía temprana— era hija del conde Roger I de Sicilia. Existe incertidumbre académica sobre si su madre fue la primera esposa del conde, Judith de Évreux, o la segunda, Eremburga de Mortain. El matrimonio con Felicia tuvo lugar en la primavera de 1097 y esta probablemente dio a luz a tres hijos. Según Font, la primogénita Sofía nació alrededor del año 1100, a la que siguieron los hermanos gemelos Esteban y Ladislao en 1101. La muerte de Felicia, hacia 1102, precedió en diez años a la de Ladislao.
En el verano de 1112, Colomán desposó a Eufemia de Kiev, nacida en 1096 o 1097 y que era, como mínimo, veinticinco años más joven que él. Era hija de Vladímir II Monómaco, a la sazón príncipe de Pereyáslavl. Después de que su esposo la repudiara por adulterio, huyó a Kiev y dio a luz a Boris, al que sus parientes húngaros nunca consideraron hijo legítimo.

## Genealogía

### Familia
| \| \| \| \| \| \| \| \| \| \| \| Bela I \| Bela I \| Bela I \| Bela I \| Bela I \| Bela I \| \| \| Riquilda de Polonia \| Riquilda de Polonia \| Riquilda de Polonia \| Riquilda de Polonia \| Riquilda de Polonia \| Riquilda de Polonia \| \| \| \| \| \| \| \| \| \| \| \| \| \| \| \| \| \| \| \| \| \| \| \| \| \| \| \| \| \| \| \| \| \| \| \| \| \| \| \| \| \| Bela I \| Bela I \| Bela I \| Bela I \| Bela I \| Bela I \| \| \| Riquilda de Polonia \| Riquilda de Polonia \| Riquilda de Polonia \| Riquilda de Polonia \| Riquilda de Polonia \| Riquilda de Polonia \| \| \| \| \| \| \| \| \| \| \| \| \| \| \| \| \| \| \| \| \| \| \| \| \| \| \| \| \| \| \| \| \| \| \| \| \| \| \| \| \| \| \| \| \| \| \| \| \| \| \| \| \| \| \| \| \| \| \| \| \| \| \| \| \| \| \| \| \| \| \| \| \| \| \| \| \| \| \| \| \| \| \| \| \| \| \| \| \| \| \| \| \| \| \| \| \| \| \| \| \| \| \| \| \| \| \| \| \| \| \| \| \| \| \| \| \| \| \| \| \| \| \| \| \| \| \| \| \| \| \| \| \| \| \| \| \| \| \| \| \| \| \| \| \| \| \| \| Sofía* \| Sofía* \| Sofía* \| Sofía* \| Sofía* \| Sofía* \| \| \| Geza I \| Geza I \| Geza I \| Geza I \| Geza I \| Geza I \| \| \| Sinodia* \| Sinodia* \| Sinodia* \| Sinodia* \| Sinodia* \| Sinodia* \| \| \| \| \| \| \| \| \| Ladislao I \| Ladislao I \| Ladislao I \| Ladislao I \| Ladislao I \| Ladislao I \| \| \| \| \| \| \| \| \| \| \| \| \| \| \| \| \| \| \| \| Sofía* \| Sofía* \| Sofía* \| Sofía* \| Sofía* \| Sofía* \| \| \| Geza I \| Geza I \| Geza I \| Geza I \| Geza I \| Geza I \| \| \| Sinodia* \| Sinodia* \| Sinodia* \| Sinodia* \| Sinodia* \| Sinodia* \| \| \| \| \| \| \| \| \| Ladislao I \| Ladislao I \| Ladislao I \| Ladislao I \| Ladislao I \| Ladislao I \| \| \| \| \| \| \| \| \| \| \| \| \| \| \| \| \| \| \| \| \| \| \| \| \| \| \| \| \| \| \| \| \| \| \| \| \| \| \| \| \| \| \| \| \| \| \| \| \| \| \| \| \| \| \| \| \| \| \| \| \| \| \| \| \| \| \| \| \| \| \| \| \| \| \| \| \| \| \| \| \| \| \| \| \| \| \| \| \| \| \| \| \| \| \| \| \| \| \| \| \| \| \| \| \| \| \| \| \| \| \| \| \| \| \| \| \| \| \| \| \| \| \| \| \| \| Felicia de Sicilia \| Felicia de Sicilia \| Felicia de Sicilia \| Felicia de Sicilia \| Felicia de Sicilia \| Felicia de Sicilia \| \| \| Colomán \| Colomán \| Colomán \| Colomán \| Colomán \| Colomán \| \| \| Eufemia de Kiev \| Eufemia de Kiev \| Eufemia de Kiev \| Eufemia de Kiev \| Eufemia de Kiev \| Eufemia de Kiev \| \| \| \| \| Álmos \| Álmos \| Álmos \| Álmos \| Álmos \| Álmos \| \| \| Piroska \| Piroska \| Piroska \| Piroska \| Piroska \| Piroska \| \| \| Juan II Comneno \| Juan II Comneno \| Juan II Comneno \| Juan II Comneno \| Juan II Comneno \| Juan II Comneno \| \| \| \| \| \| \| \| Felicia de Sicilia \| Felicia de Sicilia \| Felicia de Sicilia \| Felicia de Sicilia \| Felicia de Sicilia \| Felicia de Sicilia \| \| \| Colomán \| Colomán \| Colomán \| Colomán \| Colomán \| Colomán \| \| \| Eufemia de Kiev \| Eufemia de Kiev \| Eufemia de Kiev \| Eufemia de Kiev \| Eufemia de Kiev \| Eufemia de Kiev \| \| \| \| \| Álmos \| Álmos \| Álmos \| Álmos \| Álmos \| Álmos \| \| \| Piroska \| Piroska \| Piroska \| Piroska \| Piroska \| Piroska \| \| \| Juan II Comneno \| Juan II Comneno \| Juan II Comneno \| Juan II Comneno \| Juan II Comneno \| Juan II Comneno \| \| \| \| \| \| \| \| \| \| \| \| \| \| \| \| \| \| \| \| \| \| \| \| \| \| \| \| \| \| \| \| \| \| \| \| \| \| \| \| \| \| \| \| \| \| \| \| \| \| \| \| \| \| \| \| \| \| \| \| \| \| \| \| \| \| \| \| \| \| \| \| \| \| \| \| \| \| \| \| \| \| \| \| \| \| \| \| \| \| \| \| \| \| \| \| \| \| \| \| \| \| \| \| \| \| \| \| \| \| \| \| \| \| \| \| Sofía \| Sofía \| Sofía \| Sofía \| Sofía \| Sofía \| \| \| Esteban II \| Esteban II \| Esteban II \| Esteban II \| Esteban II \| Esteban II \| \| \| Ladislao \| Ladislao \| Ladislao \| Ladislao \| Ladislao \| Ladislao \| \| \| \| \| \| \| \| \| \| \| \| \| \| \| \| \| \| \| \| \| \| \| \| \| \| \| \| \| \| \| \| \| \| Sofía \| Sofía \| Sofía \| Sofía \| Sofía \| Sofía \| \| \| Esteban II \| Esteban II \| Esteban II \| Esteban II \| Esteban II \| Esteban II \| \| \| Ladislao \| Ladislao \| Ladislao \| Ladislao \| Ladislao \| Ladislao \| \| \| \| \| \| \| \| \| \| \| \| \| \| \| \| \| \| \| \| \| \| \| \| \| \| \| \| \| \| \| \| \| \| Saúl \| \| \| \| \| \| \| \| \| \| \| \| \| \| \| \| \| \| \| \| \| \| \| \| \| \| \| \| \| \| \| \| \| \| \| \| \| \| \| \| \| \| \| \| \| \| \| \| \| \| \| \| \| \| * No se sabe si la primera o segunda esposa de Geza I fue la madre de sus hijos. |       |                    |                    |                    |                    |                    |                    |            |            |            |            |            |            |         |         |          |          |                     |                     |                     |                     |                     |                     |          |          |          |          |       |       |       |       |       |       |  |  |            |            |            |            |            |            |  |  |                 |                 |                 |                 |                 |                 |  |  |  |  |
| |       |                    |                    |                    |                    |                    |                    |            |            | Bela I     | Bela I     | Bela I     | Bela I     | Bela I  | Bela I  |          |          | Riquilda de Polonia | Riquilda de Polonia | Riquilda de Polonia | Riquilda de Polonia | Riquilda de Polonia | Riquilda de Polonia |          |          |          |          |       |       |       |       |       |       |  |  |            |            |            |            |            |            |  |  |                 |                 |                 |                 |                 |                 |  |  |  |  |
| |       |                    |                    |                    |                    |                    |                    |            |            | Bela I     | Bela I     | Bela I     | Bela I     | Bela I  | Bela I  |          |          | Riquilda de Polonia | Riquilda de Polonia | Riquilda de Polonia | Riquilda de Polonia | Riquilda de Polonia | Riquilda de Polonia |          |          |          |          |       |       |       |       |       |       |  |  |            |            |            |            |            |            |  |  |                 |                 |                 |                 |                 |                 |  |  |  |  |
| |       |                    |                    |                    |                    |                    |                    |            |            |            |            |            |            |         |         |          |          |                     |                     |                     |                     |                     |                     |          |          |          |          |       |       |       |       |       |       |  |  |            |            |            |            |            |            |  |  |                 |                 |                 |                 |                 |                 |  |  |  |  |
| |       |                    |                    |                    |                    |                    |                    |            |            |            |            |            |            |         |         |          |          |                     |                     |                     |                     |                     |                     |          |          |          |          |       |       |       |       |       |       |  |  |            |            |            |            |            |            |  |  |                 |                 |                 |                 |                 |                 |  |  |  |  |
| |       |                    |                    |                    |                    | Sofía*             | Sofía*             | Sofía*     | Sofía*     | Sofía*     | Sofía*     |            |            | Geza I  | Geza I  | Geza I   | Geza I   | Geza I              | Geza I              |                     |                     | Sinodia*            | Sinodia*            | Sinodia* | Sinodia* | Sinodia* | Sinodia* |       |       |       |       |       |       |  |  | Ladislao I | Ladislao I | Ladislao I | Ladislao I | Ladislao I | Ladislao I |  |  |                 |                 |                 |                 |                 |                 |  |  |  |  |
| |       |                    |                    |                    |                    | Sofía*             | Sofía*             | Sofía*     | Sofía*     | Sofía*     | Sofía*     |            |            | Geza I  | Geza I  | Geza I   | Geza I   | Geza I              | Geza I              |                     |                     | Sinodia*            | Sinodia*            | Sinodia* | Sinodia* | Sinodia* | Sinodia* |       |       |       |       |       |       |  |  | Ladislao I | Ladislao I | Ladislao I | Ladislao I | Ladislao I | Ladislao I |  |  |                 |                 |                 |                 |                 |                 |  |  |  |  |
| |       |                    |                    |                    |                    |                    |                    |            |            |            |            |            |            |         |         |          |          |                     |                     |                     |                     |                     |                     |          |          |          |          |       |       |       |       |       |       |  |  |            |            |            |            |            |            |  |  |                 |                 |                 |                 |                 |                 |  |  |  |  |
| |       |                    |                    |                    |                    |                    |                    |            |            |            |            |            |            |         |         |          |          |                     |                     |                     |                     |                     |                     |          |          |          |          |       |       |       |       |       |       |  |  |            |            |            |            |            |            |  |  |                 |                 |                 |                 |                 |                 |  |  |  |  |
| |       | Felicia de Sicilia | Felicia de Sicilia | Felicia de Sicilia | Felicia de Sicilia | Felicia de Sicilia | Felicia de Sicilia |            |            | Colomán    | Colomán    | Colomán    | Colomán    | Colomán | Colomán |          |          | Eufemia de Kiev     | Eufemia de Kiev     | Eufemia de Kiev     | Eufemia de Kiev     | Eufemia de Kiev     | Eufemia de Kiev     |          |          |          |          | Álmos | Álmos | Álmos | Álmos | Álmos | Álmos |  |  | Piroska    | Piroska    | Piroska    | Piroska    | Piroska    | Piroska    |  |  | Juan II Comneno | Juan II Comneno | Juan II Comneno | Juan II Comneno | Juan II Comneno | Juan II Comneno |  |  |  |  |
| |       | Felicia de Sicilia | Felicia de Sicilia | Felicia de Sicilia | Felicia de Sicilia | Felicia de Sicilia | Felicia de Sicilia |            |            | Colomán    | Colomán    | Colomán    | Colomán    | Colomán | Colomán |          |          | Eufemia de Kiev     | Eufemia de Kiev     | Eufemia de Kiev     | Eufemia de Kiev     | Eufemia de Kiev     | Eufemia de Kiev     |          |          |          |          | Álmos | Álmos | Álmos | Álmos | Álmos | Álmos |  |  | Piroska    | Piroska    | Piroska    | Piroska    | Piroska    | Piroska    |  |  | Juan II Comneno | Juan II Comneno | Juan II Comneno | Juan II Comneno | Juan II Comneno | Juan II Comneno |  |  |  |  |
| |       |                    |                    |                    |                    |                    |                    |            |            |            |            |            |            |         |         |          |          |                     |                     |                     |                     |                     |                     |          |          |          |          |       |       |       |       |       |       |  |  |            |            |            |            |            |            |  |  |                 |                 |                 |                 |                 |                 |  |  |  |  |
| |       |                    |                    |                    |                    |                    |                    |            |            |            |            |            |            |         |         |          |          |                     |                     |                     |                     |                     |                     |          |          |          |          |       |       |       |       |       |       |  |  |            |            |            |            |            |            |  |  |                 |                 |                 |                 |                 |                 |  |  |  |  |
| Sofía | Sofía | Sofía              | Sofía              | Sofía              | Sofía              |                    |                    | Esteban II | Esteban II | Esteban II | Esteban II | Esteban II | Esteban II |         |         | Ladislao | Ladislao | Ladislao            | Ladislao            | Ladislao            | Ladislao            |                     |                     |          |          |          |          |       |       |       |       |       |       |  |  |            |            |            |            |            |            |  |  |                 |                 |                 |                 |                 |                 |  |  |  |  |
| Sofía | Sofía | Sofía              | Sofía              | Sofía              | Sofía              |                    |                    | Esteban II | Esteban II | Esteban II | Esteban II | Esteban II | Esteban II |         |         | Ladislao | Ladislao | Ladislao            | Ladislao            | Ladislao            | Ladislao            |                     |                     |          |          |          |          |       |       |       |       |       |       |  |  |            |            |            |            |            |            |  |  |                 |                 |                 |                 |                 |                 |  |  |  |  |
| Saúl |       |                    |                    |                    |                    |                    |                    |            |            |            |            |            |            |         |         |          |          |                     |                     |                     |                     |                     |                     |          |          |          |          |       |       |       |       |       |       |  |  |            |            |            |            |            |            |  |  |                 |                 |                 |                 |                 |                 |  |  |  |  |

### Ancestros
| \| \| \| \| \| \| \| \| \| \| \| \| \| \| \| \| \| \| \| \| 8. Basilio \| \| \| \| \| \| \| \| \| \| \| \| \| \| \| \| \| \| \| \| \| \| \| \| \| \| \| \| \| \| \| \| \| \| \| \| \| \| \| \| \| \| \| \| \| \| \| \| \| \| \| \| \| \| 4. Bela I de Hungría \| \| \| \| \| \| \| \| \| \| \| \| \| \| \| \| \| \| \| \| \| \| \| \| \| \| \| \| \| \| \| \| \| \| \| \| \| \| \| \| \| \| \| \| \| \| \| \| \| \| \| \| \| \| 9. dama del clan Tátony \| \| \| \| \| \| \| \| \| \| \| \| \| \| \| \| \| \| \| \| \| \| \| \| \| \| \| \| \| \| \| \| \| \| \| \| \| \| \| \| \| \| \| \| \| \| \| \| \| \| \| \| \| \| 2. Geza I de Hungría \| \| \| \| \| \| \| \| \| \| \| \| \| \| \| \| \| \| \| \| \| \| \| \| \| \| \| \| \| \| \| \| \| \| \| \| \| \| \| \| \| \| \| \| \| \| \| \| \| \| \| \| \| \| 20. Boleslao I de Polonia \| \| \| \| \| \| \| \| \| \| \| \| \| \| \| \| \| \| \| \| \| \| \| \| \| \| \| \| \| \| \| \| \| \| \| \| \| \| \| \| \| \| \| \| \| \| \| \| \| \| \| \| \| \| 10. Miecislao II Lampert de Polonia \| \| \| \| \| \| \| \| \| \| \| \| \| \| \| \| \| \| \| \| \| \| \| \| \| \| \| \| \| \| \| \| \| \| \| \| \| \| \| \| \| \| \| \| \| \| \| \| \| \| \| \| \| \| 21. Emnilda \| \| \| \| \| \| \| \| \| \| \| \| \| \| \| \| \| \| \| \| \| \| \| \| \| \| \| \| \| \| \| \| \| \| \| \| \| \| \| \| \| \| \| \| \| \| \| \| \| \| \| \| \| \| 5. Riquilda de Polonia \| \| \| \| \| \| \| \| \| \| \| \| \| \| \| \| \| \| \| \| \| \| \| \| \| \| \| \| \| \| \| \| \| \| \| \| \| \| \| \| \| \| \| \| \| \| \| \| \| \| \| \| \| \| 22. Ezzo de Lotaringia \| \| \| \| \| \| \| \| \| \| \| \| \| \| \| \| \| \| \| \| \| \| \| \| \| \| \| \| \| \| \| \| \| \| \| \| \| \| \| \| \| \| \| \| \| \| \| \| \| \| \| \| \| \| 11. Riquilda de Lotaringia \| \| \| \| \| \| \| \| \| \| \| \| \| \| \| \| \| \| \| \| \| \| \| \| \| \| \| \| \| \| \| \| \| \| \| \| \| \| \| \| \| \| \| \| \| \| \| \| \| \| \| \| \| \| 23. Matilde de Lotaringia \| \| \| \| \| \| \| \| \| \| \| \| \| \| \| \| \| \| \| \| \| \| \| \| \| \| \| \| \| \| \| \| \| \| \| \| \| \| \| \| \| \| \| \| \| \| \| \| \| \| \| \| \| \| 1. Colomán de Hungría \| \| \| \| \| \| \| \| \| \| \| \| \| \| \| \| \| \| \| \| \| \| \| \| \| \| \| \| \| \| \| \| \| \| \| \| \| \| \| \| \| \| \| \| \| \| \| \| \| \| \| \| \| \| 6. Sviatopolk II de Kiev \| \| \| \| \| \| \| \| \| \| \| \| \| \| \| \| \| \| \| \| \| \| \| \| \| \| \| \| \| \| \| \| \| \| \| \| \| \| \| \| \| \| \| \| \| \| \| \| \| \| \| \| \| \| 3. Sofía \| \| \| \| \| \| \| \| \| \| \| \| \| \| \| \| \| \| \| \| \| \| \| \| \| \| \| \| \| \| \| \| \| \| \| \| \| \| \| \| \| \| \| \| \| \| \| \| \| \| \| \| |                                     |  |  |  |  |  |  |  |  |  |  |  |  |  |  |  |
| |                                     |  |  |  |  |  |  |  |  |  |  |  |  |  |  |  |
| | 8. Basilio                          |  |  |  |  |  |  |  |  |  |  |  |  |  |  |  |
| |                                     |  |  |  |  |  |  |  |  |  |  |  |  |  |  |  |
| |                                     |  |  |  |  |  |  |  |  |  |  |  |  |  |  |  |
| | 4. Bela I de Hungría                |  |  |  |  |  |  |  |  |  |  |  |  |  |  |  |
| |                                     |  |  |  |  |  |  |  |  |  |  |  |  |  |  |  |
| |                                     |  |  |  |  |  |  |  |  |  |  |  |  |  |  |  |
| | 9. dama del clan Tátony             |  |  |  |  |  |  |  |  |  |  |  |  |  |  |  |
| |                                     |  |  |  |  |  |  |  |  |  |  |  |  |  |  |  |
| |                                     |  |  |  |  |  |  |  |  |  |  |  |  |  |  |  |
| | 2. Geza I de Hungría                |  |  |  |  |  |  |  |  |  |  |  |  |  |  |  |
| |                                     |  |  |  |  |  |  |  |  |  |  |  |  |  |  |  |
| |                                     |  |  |  |  |  |  |  |  |  |  |  |  |  |  |  |
| | 20. Boleslao I de Polonia           |  |  |  |  |  |  |  |  |  |  |  |  |  |  |  |
| |                                     |  |  |  |  |  |  |  |  |  |  |  |  |  |  |  |
| |                                     |  |  |  |  |  |  |  |  |  |  |  |  |  |  |  |
| | 10. Miecislao II Lampert de Polonia |  |  |  |  |  |  |  |  |  |  |  |  |  |  |  |
| |                                     |  |  |  |  |  |  |  |  |  |  |  |  |  |  |  |
| |                                     |  |  |  |  |  |  |  |  |  |  |  |  |  |  |  |
| | 21. Emnilda                         |  |  |  |  |  |  |  |  |  |  |  |  |  |  |  |
| |                                     |  |  |  |  |  |  |  |  |  |  |  |  |  |  |  |
| |                                     |  |  |  |  |  |  |  |  |  |  |  |  |  |  |  |
| | 5. Riquilda de Polonia              |  |  |  |  |  |  |  |  |  |  |  |  |  |  |  |
| |                                     |  |  |  |  |  |  |  |  |  |  |  |  |  |  |  |
| |                                     |  |  |  |  |  |  |  |  |  |  |  |  |  |  |  |
| | 22. Ezzo de Lotaringia              |  |  |  |  |  |  |  |  |  |  |  |  |  |  |  |
| |                                     |  |  |  |  |  |  |  |  |  |  |  |  |  |  |  |
| |                                     |  |  |  |  |  |  |  |  |  |  |  |  |  |  |  |
| | 11. Riquilda de Lotaringia          |  |  |  |  |  |  |  |  |  |  |  |  |  |  |  |
| |                                     |  |  |  |  |  |  |  |  |  |  |  |  |  |  |  |
| |                                     |  |  |  |  |  |  |  |  |  |  |  |  |  |  |  |
| | 23. Matilde de Lotaringia           |  |  |  |  |  |  |  |  |  |  |  |  |  |  |  |
| |                                     |  |  |  |  |  |  |  |  |  |  |  |  |  |  |  |
| |                                     |  |  |  |  |  |  |  |  |  |  |  |  |  |  |  |
| | 1. Colomán de Hungría               |  |  |  |  |  |  |  |  |  |  |  |  |  |  |  |
| |                                     |  |  |  |  |  |  |  |  |  |  |  |  |  |  |  |
| |                                     |  |  |  |  |  |  |  |  |  |  |  |  |  |  |  |
| | 6. Sviatopolk II de Kiev            |  |  |  |  |  |  |  |  |  |  |  |  |  |  |  |
| |                                     |  |  |  |  |  |  |  |  |  |  |  |  |  |  |  |
| |                                     |  |  |  |  |  |  |  |  |  |  |  |  |  |  |  |
| | 3. Sofía                            |  |  |  |  |  |  |  |  |  |  |  |  |  |  |  |
| |                                     |  |  |  |  |  |  |  |  |  |  |  |  |  |  |  |
| |                                     |  |  |  |  |  |  |  |  |  |  |  |  |  |  |  |

## Posteridad

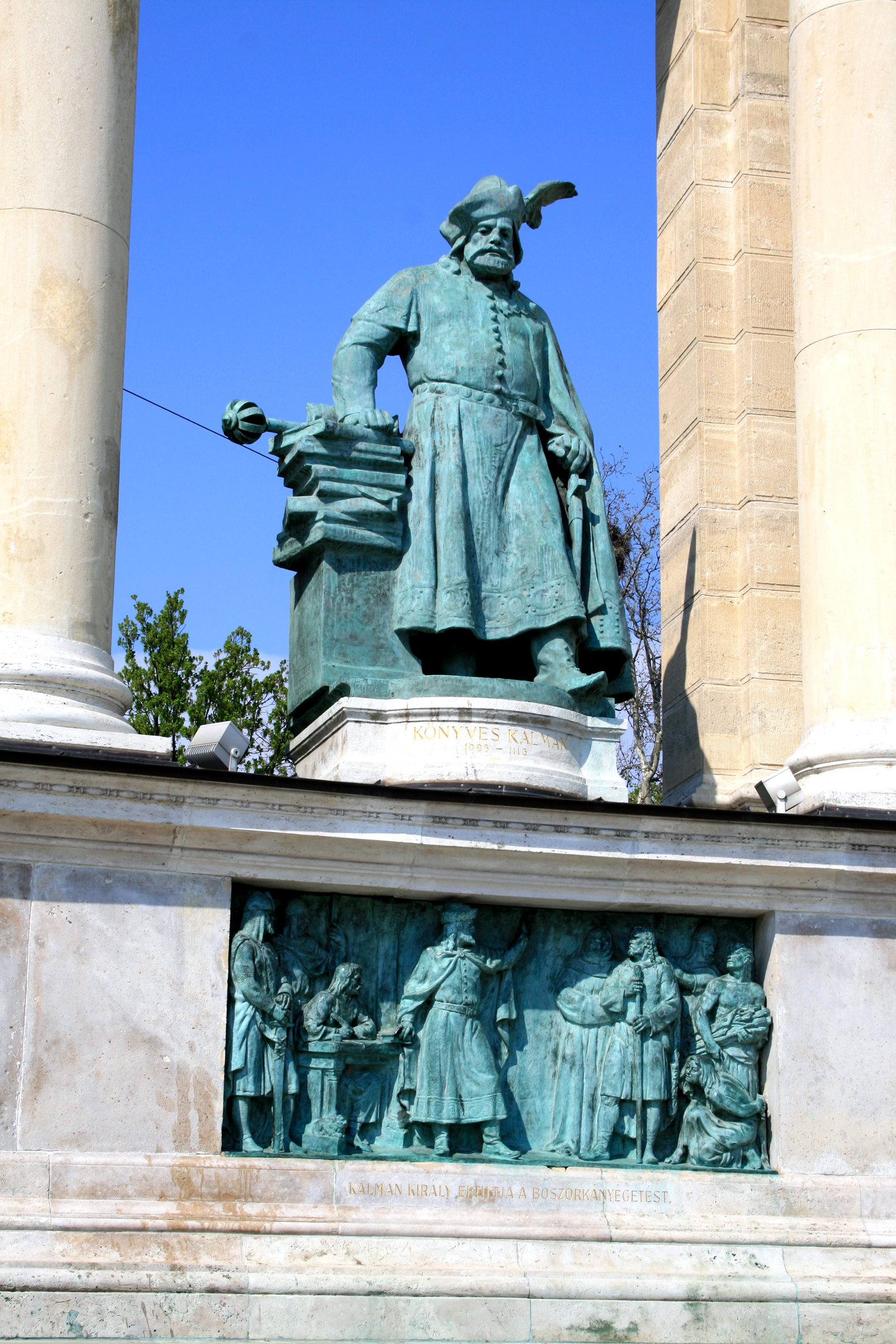
Estatua del rey Colomán en el Monumento del Milenio (Plaza de los Héroes, Budapest).

Las crónicas húngaras medievales tardías, compiladas durante reinados de descendientes de Álmos, conservaron una imagen desfavorable de él y sus políticas. Según la Crónica iluminada, muchas «cosas malas se hicieron» en su reinado y afirma que el santificado Ladislao I predijo que Colomán «derramaría sangre». Los historiadores modernos, como Font, László Kontler y Kristó, coinciden en que esta visión negativa era una forma de «venganza» de los descendientes de su hermano, que incitaron a los cronistas a que destacaran sus fracasos y ocultaran sus éxitos. Sin embargo, referencias anteriores muestran que no siempre fue considerado un monarca malvado y desventurado. En 1105, la abadesa de un convento en Zadar declaró que Colomán había restaurado la «paz de la tierra y el mar». El clérigo Roger de Torremaggiore, del siglo XIII, incluso lo dejó «inscrito en el catálogo de santos», acompañado de otros miembros de la dinastía Árpad que fueron canonizados oficialmente. Los decretos, que moderaron la severidad de las leyes de Ladislao I, contradicen las noticias de los cronistas sobre el temperamento sanguinario del rey. El preámbulo de sus leyes lo describe como «el cristianísimo rey Columbano [...] dotado de la gracia ingenua de una paloma y con todo el discernimiento de las virtudes».
En la historiografía moderna, la mayoría de los investigadores ha elogiado su habilidad para gobernar. Según Kontler, «fue bajo el reinado de Colomán que el Estado húngaro medieval se consumó y adquirió su estructura final». Font y Kristó señalaron que sus leyes estuvieron vigentes en el reino sin modificaciones durante más de un siglo, incluso en los reinados de monarcas hostiles a su legado. Asimismo, la acuñación en Hungría durante el siglo XII siguió el patrón establecido por los pequeños dinares de Colomán.
Sus coetáneos, el papa Urbano II y el «Galo Anónimo», conocían su «erudición fuera de lo común». Según las crónicas, los húngaros lo llamaban Cunues o Qunwes —«el Sabio» o «el Amante de los Libros/Bibliófilo», respectivamente— «por los libros que poseía». La Crónica iluminada menciona que «leía las horas canónicas como un obispo» en sus libros. Según Kristó, su corte noble era un centro de cultura y literatura. El obispo Arduino (Hartvik) recopiló La vida del santo rey Esteban de Hungría durante su reinado y Kristó argumentó que es probable que la Leyenda menor de san Gerard de Csanád (Legenda minor S. Gerardi) también fuese redactada en ese período histórico. Los investigadores también le atribuyen la primera compilación de registros históricos húngaros.